# Václav Dostal
Nadporučík Václav Jaroslav Dostal, někdy nesprávně Dostál; (4. července 1888 Poděbrady – 9. květen 1915 poblíž Neuville-Saint-Vaast) byl prvním českým důstojníkem roty Nazdar v rámci francouzské Cizinecké legie, prvním československým důstojníkem v první světové válce ve Francii a zároveň prvním československým důstojníkem, který padl v boji. Zemřel roku 1915 v bitvě u Arrasu (jinak též druhá bitva u Artois či tzv. Lorettoschlacht).

## Mládí
Narodil se v Poděbradech jako desáté z jedenácti dětí ředitele místního cukrovaru Leopolda Dostala a jeho manželky Marie Kallmünzerové, která pod pseudonymem Horská vystupovala v Prozatímním divadle. Mládí strávil v rodinné vile „Dostálce“ v Husově ulici v Poděbradech. Byť se narodil do umělecké rodiny, vystudoval Českou techniku, na níž získal titul inženýra chemie. Během studií absolvoval jednoroční vojenskou službu u císařského dělostřelectva v Josefově. Jelikož se chtěl stát diplomatem či politikem, odešel do Paříže studovat politická studia na vysokou školu École libre des sciences politiques, kterou úspěšně zakončil v roce 1914. V Paříži se seznámil s francouzským bohemistou Ernestem Denisem, který podporoval myšlenku samostatného československého státu a spolupracoval s T.G.M. Dostalův švagr Karel Dvořák později vytvořil sochu Ernesta Denise. Ta byla odstraněna v době německé okupace.
Zapojil se též do činnosti krajanských spolků, například Sokola či vzdělávacího spolku Rovnost.
Důležitým důvodem jeho odchodu do Francie byla předtucha vypuknutí války, do které se chtěl zapojit na straně nepřátel Rakouska-Uherska, a tak bojovat za práva českého národa. Dostal předpokládal, že z Francie přesídlí do Ruska, které považoval za soupeře rakousko-uherského císařství. V cestě do Ruska mu ale zabránil nedostatek financí, a proto zůstal ve Francii, kde mezi krajany, společně s malířem Františkem Kupkou, prosazoval myšlenku ozbrojeného protirakouského odporu.

## Válka

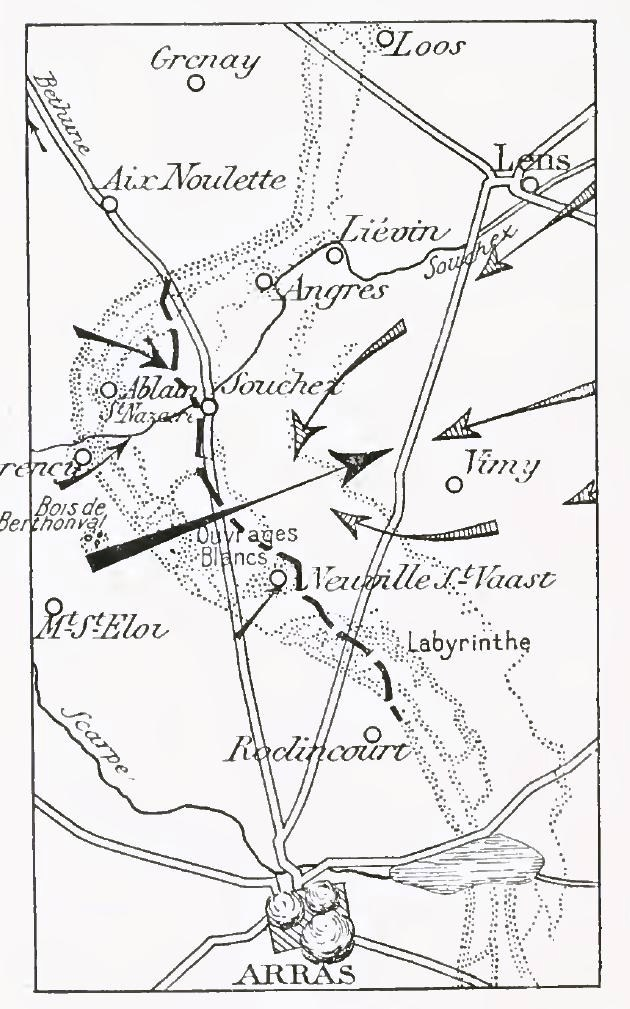
Hlavní směr útoku z 9. května 1915

Dne 28. července 1914, když Rakousko-Uhersko vyhlásilo válku Srbsku, Dostal zorganizoval demonstraci „Pryč s Rakouskem!“, vyzývající Francii ke vstupu do války. Během demonstrace se dvě stovky Čechů vydaly před rakousko-uherské velvyslanectví v Paříži, kde za zpěvu písně Hej, Slované spálili rakousko-uherskou vlajku. Demonstrace si získala značné sympatie francouzské veřejnosti a Dostal po ní obcházel redakce pařížských novin a seznamoval je s tím, že mnozí Češi si přejí bojovat, čímž napomáhal vybudovat důvěru francouzských úřadů.
Po vypuknutí první světové války byl Dostal povolán, aby coby záložní důstojník nastoupil k rakouskému pluku. Rozkaz neuposlechl a jako dobrovolník se přihlásil do francouzské Cizinecké legie. Díky tomu, že nedlouho předtím předal ruskému velvyslanci plány důležité rakouské pevnosti Přemyšl, které při svém odchodu na studia propašoval do Francie, byl mu splněn jeho požadavek, aby jej do legie přijali v důstojnické hodnosti. Stal se poručíkem marocké divize cizinecké legie – prvním československým důstojníkem v první světové válce ve Francii. V říjnu 1914 byl v Bayonne přidělen k rotě Nazdar (oficiálně 1. rota praporu C cizineckého pluku marocké divize cizinecké legie) složené z československých dobrovolníků. Stal se velitelem kulometné čety a zároveň prvním českým důstojníkem jednotky.
K bojovému nasazení byla rota Nazdar odeslána v říjnu 1914 do kraje Champagne poblíž Remeše. Frontu se v té době podařilo stabilizovat a rota Nazdar žila běžným zákopovým životem. V dubnu 1915 byla jednotka převelena do oblasti Artois, kde francouzská armáda připravovala ofenzivu a marocká divize měla být nasazena na jejím útočném hrotu. Cílem legionářů se stalo dobytí strategické vyvýšené kóty 140 poblíž Vimy.
Dne 9. května 1915 započal útok, na kterém se podílelo 250 československých vojáků roty Nazdar, včetně Václava Dostala. Po dosažení německé sítě zákopů, přezdívané Ouvrages Blancs („Bílé dílo“ – podle barvy vykopané křídové horniny), postupovala jednotka dále ke kótě 140, přičemž se dostala pod těžkou palbu kulometů skrytých v blízké vesnici Neuville-Saint-Vaast. Pravé křídlo vojáků začaly před palbou z kulometů krýt dvě podpůrné kulometné čety četaře Chapellea a poručíka Dostala. Dostal přitom povzbuzoval vojáky vydávající se k útoku na kótu, a když nepřátelská palba postupně vyřadila celou šestičlennou obsluhu obou kulometů jeho čety, sám se v rozporu s předpisy (podle nich se měl stáhnout a vyžádat si další rozkazy) chopil kulometu a pokračoval v palbě až do doby, kdy byl zabit zásahem do hrudi. Rota Nazdar kótu 140 skutečně dobyla, přičemž utrpěla těžké ztráty 42 padlých a 90 raněných, čímž prakticky zanikla (kótu se vinou nedostatečného přísunu posil udržet nepodařilo).
Hrdinství jednotky a jmenovitě Václava Dostala byly zmíněny v armádním rozkaze francouzské armády. Jeho jméno je navíc navěky zapsáno na čestném seznamu cizinecké legie. Hrob Václava Dostala se nachází na válečném hřbitově La Targette u Neuville-Saint-Vaast. V České republice Václava Dostala připomíná pamětní deska na průčelí jeho rodného domu vily „Dostálky“ v Poděbradech v Husově ulici č. p. 123 a pamětní deska československým legionářům umístěná v interiéru poděbradské základní školy T. G. Masaryka ve Školní ulici čp. 556. Životní osudy Václava Dostala ve 20. letech zpracoval historik a cestovatel Václav Vojtěch v nevydané knize První československý důstojník ing. Václav Dostal.